# Megaselia zaitzevi
Megaselia zaitzevi är en tvåvingeart som beskrevs av Michailovskaya 1991. Megaselia zaitzevi ingår i släktet Megaselia och familjen puckelflugor. Inga underarter finns listade i Catalogue of Life.